# II. Albert osztrák herceg
II. Albert (Bécs, 1298 – Bécs, 1358. július 20.) osztrák herceg 1330-tól, valamint passaui püspök.

## Élete
I. Albert német király fiaként született 1298. december 12-én a Habsburgok ősi várában Svájcban. 1330-ban, bátyja, Frigyes, halála után öccsével Ottóval együtt ő lett az összes Habsburg birtok ura. Pozícióját még jobban erősítette felesége öröksége, amely több német várost foglalt magában. Ezenfelül még Karintiát és Karniolát is megszerezte Vak János cseh királytól. Albert növekvő hatalmát jelzi az is, hogy 1335-ben XII. Benedek pápa őt kérte meg, hogy járjon közben a Bajor Lajos német-római császárral fennálló egyházi vitában. IV. Fülöp francia király is az ő segítségét kérte Bajor Lajos és III. Edward angol király ellen 1337-ben, a százéves háború kitörésekor. Ennek ellenére Albert hűséges maradt Lajoshoz annak 1347-ben bekövetkezett haláláig. Ő alapította a Habsburg család „Albert ágát”, hogy biztosítsa Ausztria nagyhatalmi szerepét a jövőben is. Nem sokkal Albert halála után ketté szakadt a Habsburg-dinasztia, amely csak I. Miksa idején egyesült újra. Többek között ez a megosztottság eredményezte később a Pragmatica sanctiót is.

## Családja és gyermekei
Albert 1324. február 15-én vette feleségül Pfirti Johannát, III. Ulrich pfirti gróf lányát. Hat gyermekük született:
- IV. Rudolf (1339. november 1., Bécs – 1365. július 27., Milánó) megházasodott, de utód nélkül halt meg.
- V. (Bőkezű) Frigyes (1347, Bécs – 1362, Bécs) sohasem házasodott meg.
- III. Albert (1349. szeptember 9., Bécs – 1395. augusztus 29., Laxenburg kastély)
- III. Lipót (1351. november 1., Bécs – 1386. július 9., Sempach)
- Katalin (1342, Bécs – 1381. január 10., Bécs), a Szent Klára rend apácája Bécsben
- Margit (1346, Bécs – 1366. január 14., Brno) házasságot kötött:
  - 1359. szeptember 4-én Passauban III. Menyhért tiroli gróffal.
  - 1364-ben Bécsben János Henrik morva őrgróffal.

| Előző uralkodó: III. Frigyes | Ausztria hercege 1330 – 1358 | Következő uralkodó: IV. Rudolf |

| Előd: V. Henrik | Karintia hercege (1330. január 13. – 1358. augusztus 16.) |